# 11016 Borisov
11016 Borisov è un asteroide della fascia principale. Scoperto nel 1982, presenta un'orbita caratterizzata da un semiasse maggiore pari a 2,3060161 UA e da un'eccentricità di 0,1175671, inclinata di 6,42792° rispetto all'eclittica.